# Hreiðar Guðmundsson
Hreiðar Levy Guðmundsson (29 novembre 1980) è un ex pallamanista islandese.

## Palmarès

### Olimpiadi
- 1 medaglia:
  - 1 argento (Pechino 2008)

### Europei
- 1 medaglia:
  - 1 argento (Austria 2010)